# Elaphoglossum polytrichum
Elaphoglossum polytrichum är en träjonväxtart som beskrevs av Christ. Elaphoglossum polytrichum ingår i släktet Elaphoglossum och familjen Dryopteridaceae. Inga underarter finns listade.